# 混合比
在化学和物理学中的混合比也稱為混合比例，是无量纲量，是指混合物中一种成分相对于所有其他成分的丰度。该术语可以指摩尔比（见浓度）或质量比（见化学计量）。 

## 在大气化学和气象学中

### 摩尔比
在大气化学中，混合比通常是指摩尔比r i ，其定义为一种成分n i的量除以混合物中所有其他成分的总量：
{\displaystyle r_{i}={\frac {n_{i}}{n_{\mathrm {tot} }-n_{i}}}}
摩尔比也称为量比。 如果n i远小于n tot （这是大气痕量成分的情况），则摩尔比几乎与摩尔分数相同。

### 质量比
在气象学中，混合比通常是指水的质量比。 {\displaystyle \zeta }，定义为一团气块中水的质量{\displaystyle m_{\mathrm {H2O} }}除以干燥空气的质量 ( {\displaystyle m_{\mathrm {air} }-m_{\mathrm {H2O} }} ) ： 
{\displaystyle \zeta ={\frac {m_{\mathrm {H2O} }}{m_{\mathrm {air} }-m_{\mathrm {H2O} }}}}
该单位通常是{\displaystyle \mathrm {g} \,\mathrm {kg} ^{-1}} ，其定义类似于比湿的定义。

## 混合物或溶液的混合比
两种不同成分的二元溶液甚至两种纯组分可以按质量、摩尔或体积以不同的混合比混合。
质量分数为m 1和m 2且质量分数为w 1和w 2的混合溶液所得溶液的质量分数由下式给出：
{\displaystyle w={\frac {w_{1}m_{1}+w_{2}m_{1}r_{m}}{m_{1}+m_{1}r_{m}}}}
其中m 1可以约分
{\displaystyle w={\frac {w_{1}+w_{2}r_{m}}{1+r_{m}}}}
其中
{\displaystyle r_{m}={\frac {m_{2}}{m_{1}}}}
是两种溶液的质量混合比。
通过代入密度ρ i ( w i ) 并考虑不同浓度的等体积，可以得到：
{\displaystyle w={\frac {w_{1}\rho _{1}(w_{1})+w_{2}\rho _{2}(w_{2})}{\rho _{1}(w_{1})+\rho _{2}(w_{2})}}}
考虑体积混合比r V (21)
{\displaystyle w={\frac {w_{1}\rho _{1}(w_{1})+w_{2}\rho _{2}(w_{2})r_{V}}{\rho _{1}(w_{1})+\rho _{2}(w_{2})r_{V}}}}
该公式可以扩展到具有质量混合比的两个以上溶质的溶液
{\displaystyle r_{m1}={\frac {m_{2}}{m_{1}}}\quad r_{m2}={\frac {m_{3}}{m_{1}}}}
混合后得：
{\displaystyle w={\frac {w_{1}m_{1}+w_{2}m_{1}r_{m1}+w_{3}m_{1}r_{m2}}{m_{1}+m_{1}r_{m1}+m_{1}r_{m2}}}={\frac {w_{1}+w_{2}r_{m1}+w_{3}r_{m2}}{1+r_{m1}+r_{m2}}}}

### 体积可加性
在混合时获得部分理想解决方案的条件是，由于体积的相加，所得混合物的体积V等于以等体积混合的每种溶液的体积V s的两倍。所得体积可以从质量平衡方程中找到，该方程涉及混合溶液和所得溶液的密度，并将其均衡为 2：
{\displaystyle V={\frac {(\rho _{1}+\rho _{2})V_{\mathrm {s} }}{\rho }},V=2V_{\mathrm {s} }}
说明：
{\displaystyle {\frac {\rho _{1}+\rho _{2}}{\rho }}=2}
当然，对于真实的溶液，最后一个式子不是完美相等的。

### 溶剂混合物混合比
不同溶剂的混合物可能具有有趣的特征，例如特定lyonium 离子的反常电导率（电解）和由质子和非质子溶剂的分子自电离产生的离子，这是由于离子跳跃的Grotthuss 机制取决于混合比。实例可包括水和醇类混合物中的水合氢离子和氢氧根离子、相同混合物中的烷氧鎓和醇盐离子、液体和超临界氨中的铵离子和酰胺离子、氨混合物中的烷基铵和烷基酰胺离子等。